# April Rapier
April Rapier (1978) é uma fotógrafa americana. Rapier nasceu em Houston.
O seu trabalho encontra-se incluído na colecção do Museu de Belas Artes de Houston, do Museu da Escola de Design de Rhode Island e do Centro Harry Ransom.